# Pemunduran
Pemunduran is een bestuurslaag in het regentschap Muaro Jambi van de provincie Jambi, Indonesië. Pemunduran telt 1099 inwoners (volkstelling 2010).